# Cse-ji
Cse-ji (Zhiyi) (kínai: 智顗, pinjin: cse-ji, japán: Csigi – 538–597) a kínai buddhizmushoz tartozó tientaj (tiantai) iskola alapítója, akit hagyományosan a 4. pátriárkának tartanak. A szabályos, indiai hagyományban használatos megnevezése Sramana Cse-ji (Zhiyi). A kínai buddhizmusban Cse-ji (Zhiyi)t tartják az elsőnek, aki a buddhista tanítások egészét osztályozva foglalta rendszerbe. Egyúttal ő volt az első, aki jelentős mértékben elszakadt az indiai hagyománytól, és egy kidolgozott egy eredeti kínai rendszert.

## Élete
Cse-ji (Zhiyi) születéskori családneve Csen (Chen) (陳) volt. 18 éves korában hagyott fel a világi élettel, amikor a szülei meghaltak és beállt buddhista szerzetesnek. Öt évvel később óriási hatással volt rá első tanára, Nan-jüe Huj-szi (Nanyue Huisi) (慧思, 515–577), egy meditációs mester, akit később Cse-ji (Zhiyi) elődjének neveztek el a tientaj (tiantai) iskola átadási vonalában. A tanulmányai elvégzése után a déli fővárosba került, Csian-kang (Jiankang) (建康) városba. 575-ben látogatott el a Tientaj (Tiantai)-hegyhez, hogy intenzív gyakorlásba kezdjen egy csoport tanítványával. Ezen a helyen dolgozta át az indiai szamatha és vipasszaná (fordítása „csi (zhi)” és „kuan (guan)”) meditációs elméleteket összetett önképző rendszerré, amelyekhez vallásos szertartásokat és gyónási rítusokat is hozzáadott. 585-ben visszatért Csin-lingbe (Jinling), ahol befejezte a Lótusz szútrához írt hatalmas terjedelmű szövegmagyarázatait (Fa-hua ven-csu (Fahua wenzhu) és Fa-hua hszüan-ji (Fahua xuanyi)).
Cse-ji (Zhiyi) és Bódhidharma kortársak voltak. Kettejük közül csak az előbbi élvezhette az uralkodó támogatását.

## Főbb művei
Cse-ji (Zhiyi) Rövidebb értekezés a koncentrációról és a belátásról (Hsziao Csi-kuan (Xiao Zhiguan)) című műve volt feltehetően a legelső kínai meditációs kézikönyv és közvetve nagy hatással volt a csan buddhista meditációra.
Cse-ji (Zhiyi) legfőbb művei a Hosszabb értekezés a koncentrációról és a belátásról, az A Lótusz szútra szavai és mondatai  (Fa-hua Ven-csu (Fahua Wenzhu) – 法華文句), és a A Lótusz szútra mélységes jelentése (Fa-hua Hszüan-ji (Fahua Xuanyi) – 法華玄義). A neki tulajdonított művek közül mintegy harminc maradt fenn.